# Roger Baptiste
 (juin 2020).
Pour les articles homonymes, voir Baptiste.

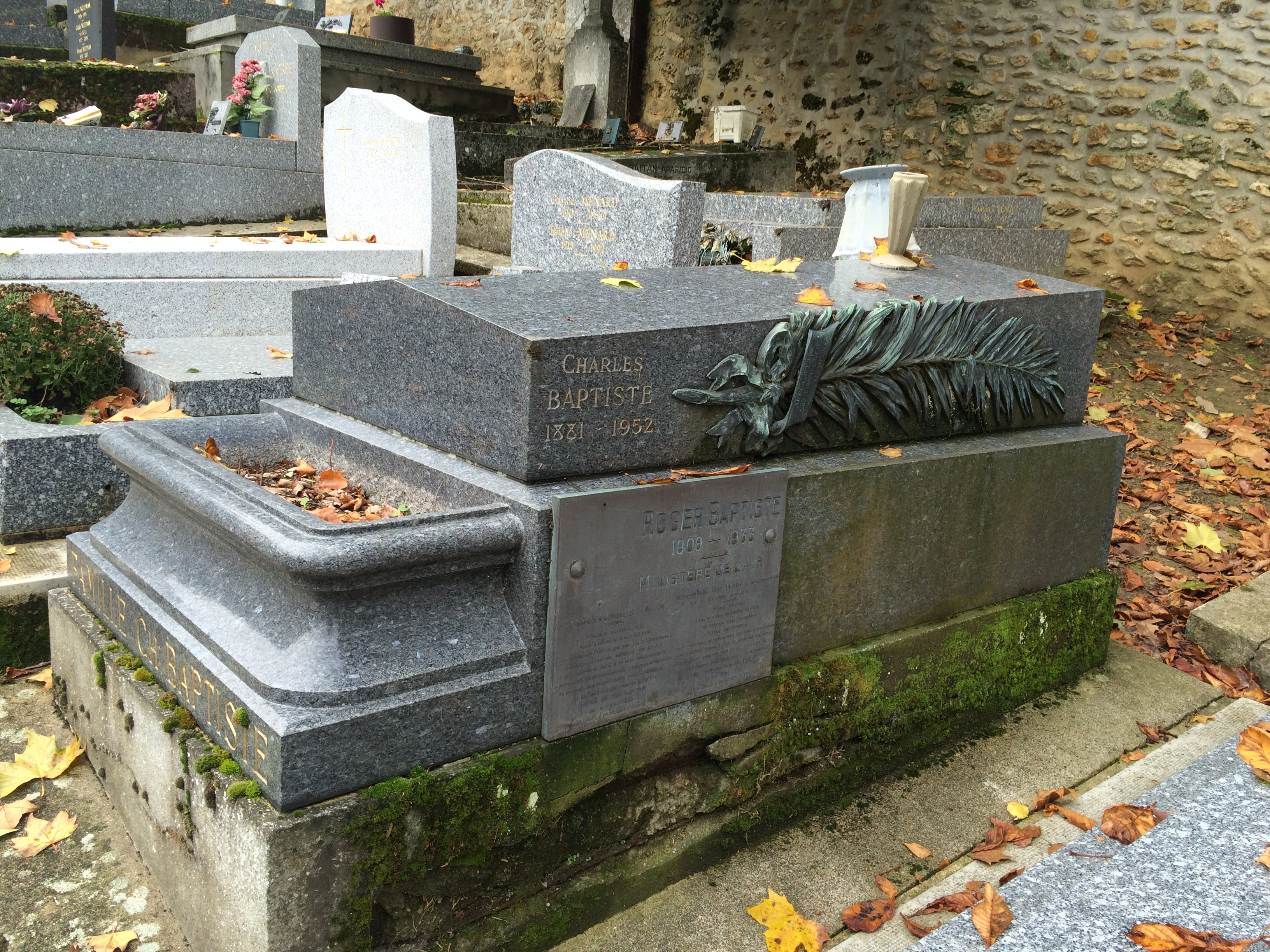
Tombe de Roger Baptiste à Jouy-en-Josas.

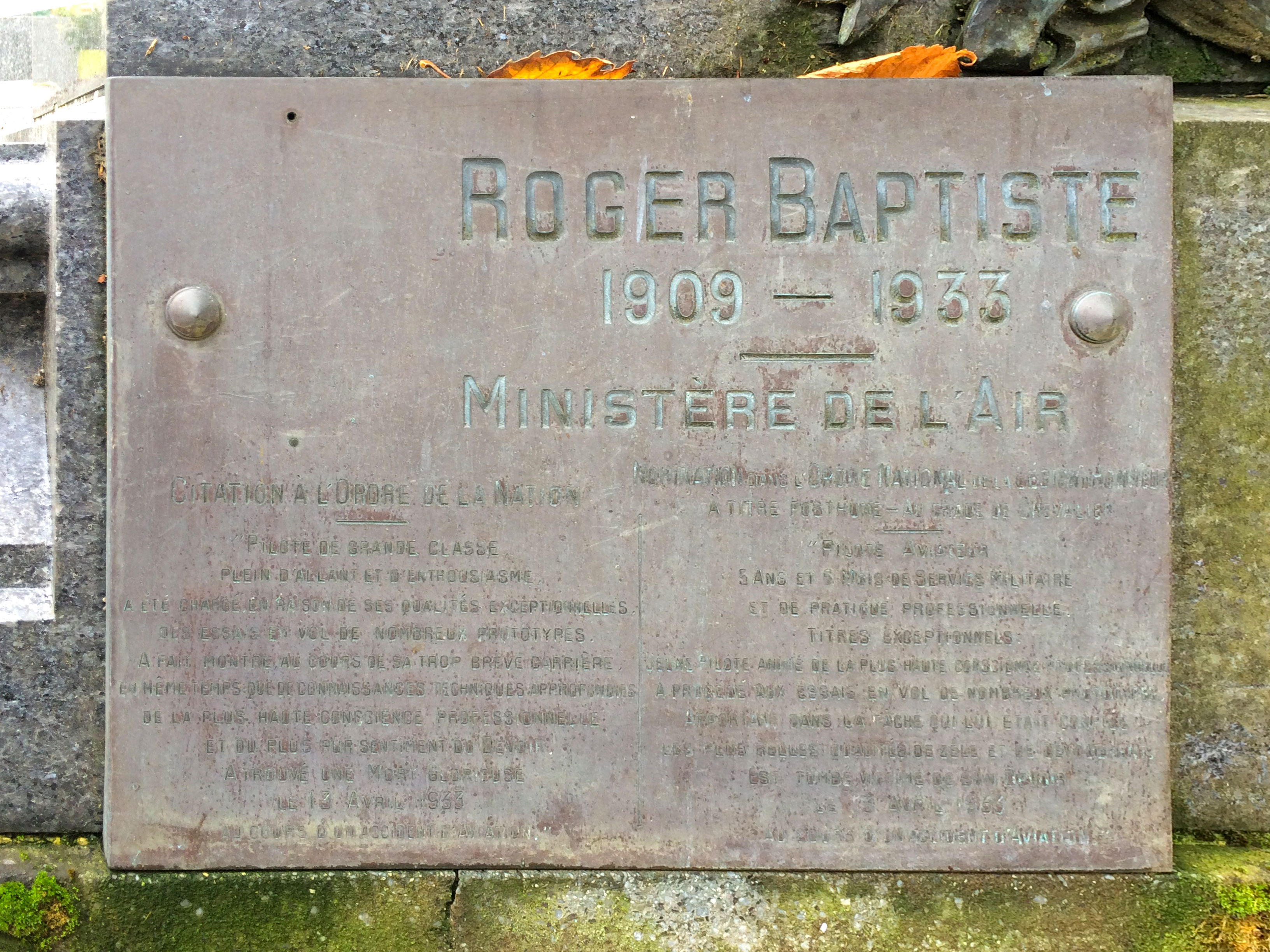
Détail de la sépulture.

Roger Baptiste, né le 8 novembre 1909 dans le 16e arrondissement de Paris et mort le 13 avril 1933 à Vélizy-Villacoublay, était un aviateur français, pilote d'essai durant l’entre-deux-guerres. 
Il est inhumé à Jouy-en-Josas (Yvelines).